# Torymus cingulatus
Torymus cingulatus är en stekelart som beskrevs av Christian Gottfried Daniel Nees von Esenbeck 1834. Torymus cingulatus ingår i släktet Torymus och familjen gallglanssteklar. Arten är reproducerande i Sverige. Inga underarter finns listade i Catalogue of Life.